# Calligrafia coreana
La calligrafia coreana (서예?, 書藝?) è la tradizione coreana della scrittura artistica. Mentre la calligrafia coreana antica era scritta in caratteri cinesi, tra cui gli hanja, la calligrafia coreana moderna può essere scritta usando l'alfabeto nativo coreano Hangŭl.

## Storia
La calligrafia cinese fu introdotta in Corea già dal secondo e terzo secolo a.C. e divenne popolare nel settimo secolo. Nell'ottavo secolo, Kim Saeng divenne noto come il primo maestro calligrafo coreano, producendo un lavoro che fu paragonato a quello del maestro calligrafo cinese Wang Xizhi. Nel nono secolo, il poeta Choe Chi-won divenne noto per la sua calligrafia sia nel suo paese natale Silla che nella Dinastia Tang.
Gli stili angolari di calligrafia dei primi maestri Tang, Yu Shinan, Ouyang Xun e Yan Zhenqing, persistettero in popolarità fino al XIV secolo, quando lo stile più arrotondato di Zhao Mengfu divenne di moda. La calligrafia coreana divenne sempre più formalistica negli anni seguenti. Gim Jeong-hui rivoluzionò la calligrafia coreana all'inizio del XIX secolo, introducendo quello che è noto come "stile chusa" e che deve il nome al suo pseudonimo, ispirato all'antica scrittura lishu cinese.
Poiché le classi di studiosi utilizzavano i caratteri cinesi, la calligrafia coreana usò gli hanja fino all'occupazione giapponese della Corea del 1910-1945. Il sentimento nazionalista portò alla divulgazione dell'alfabeto nativo hangul, e le opere calligrafiche che lo usavano fiorirono, anche se la calligrafia in hanja rimase popolare.

## Tipi
Ci sono cinque tipi principali di calligrafia hanja coreana, che derivano dalla calligrafia cinese. Essi sono:
- Jeonseo (전서 / 篆書), che significa calligrafia del sigillo
- Choseo (초서 / 草書), che significa calligrafia corsiva
- Haeseo (해서 / 楷書), che significa calligrafia a blocchi
- Haengseo (행서 / 行書), che significa calligrafia semi-corsiva
- Yeseo (예서 / 隸書), che significa calligrafia ufficiale

## Galleria d'immagini
Esempi di calligrafia coreana

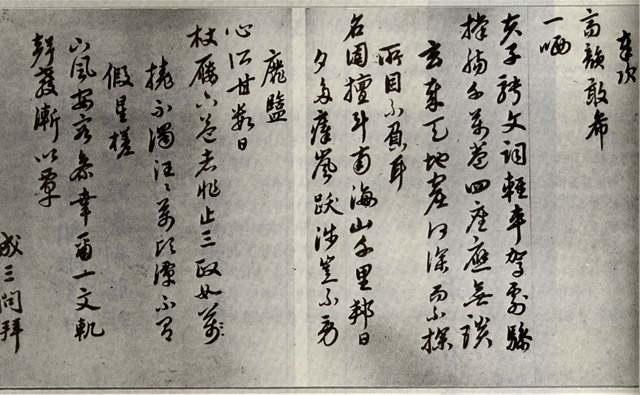
Calligrafia dello studioso-funzionario Seong Sam-mun (1418-1456).
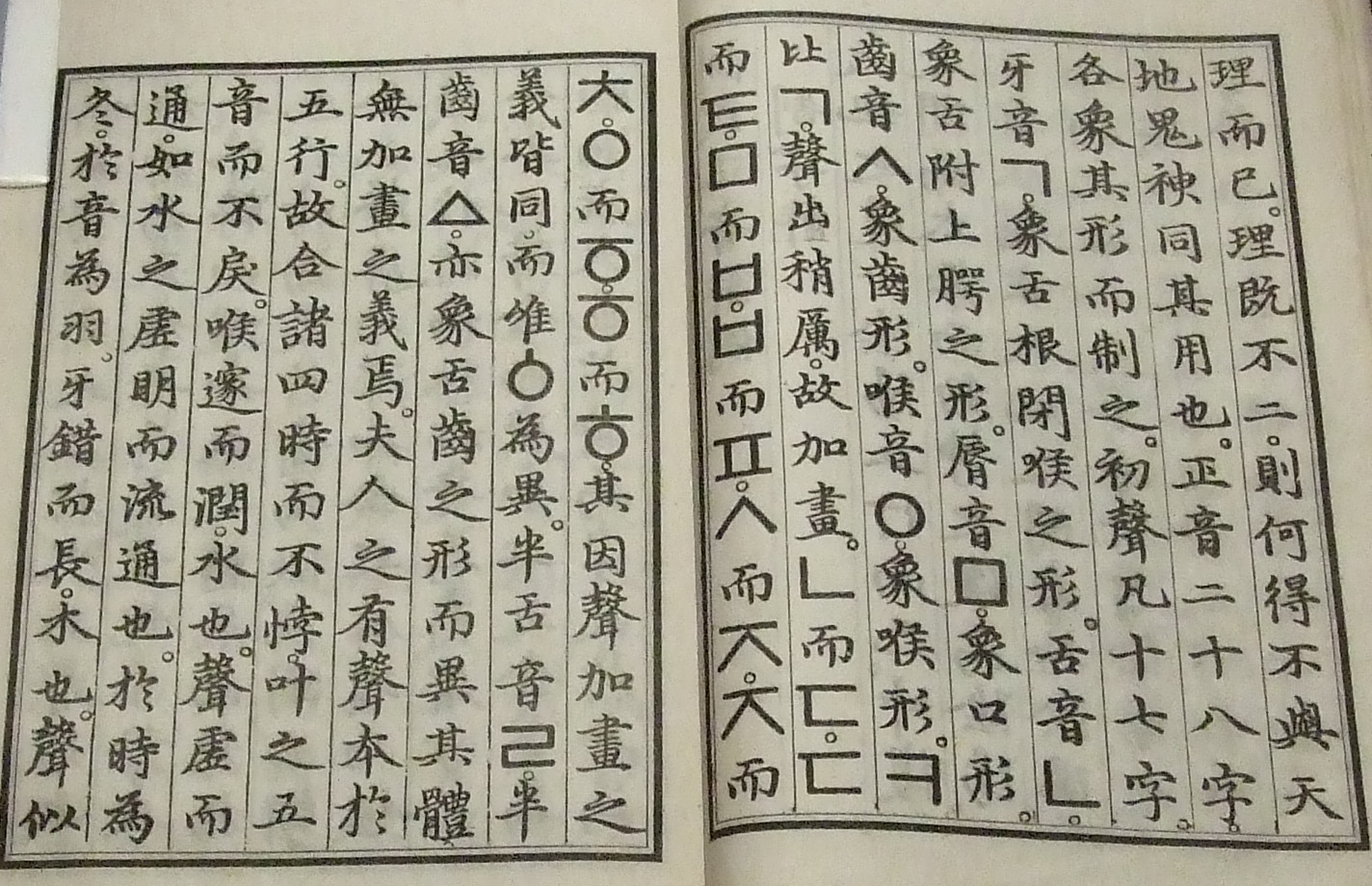
Calligrafia a caratteri misti coreani in una replica del Hunminjeongeum Haerye (1446).
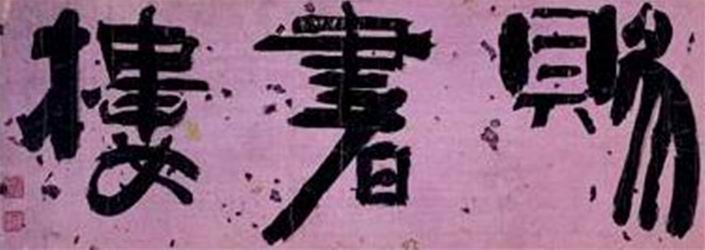
Calligrafia di uno dei più celebri calligrafi della Corea, Gim Jeong-hui (1786-1856).
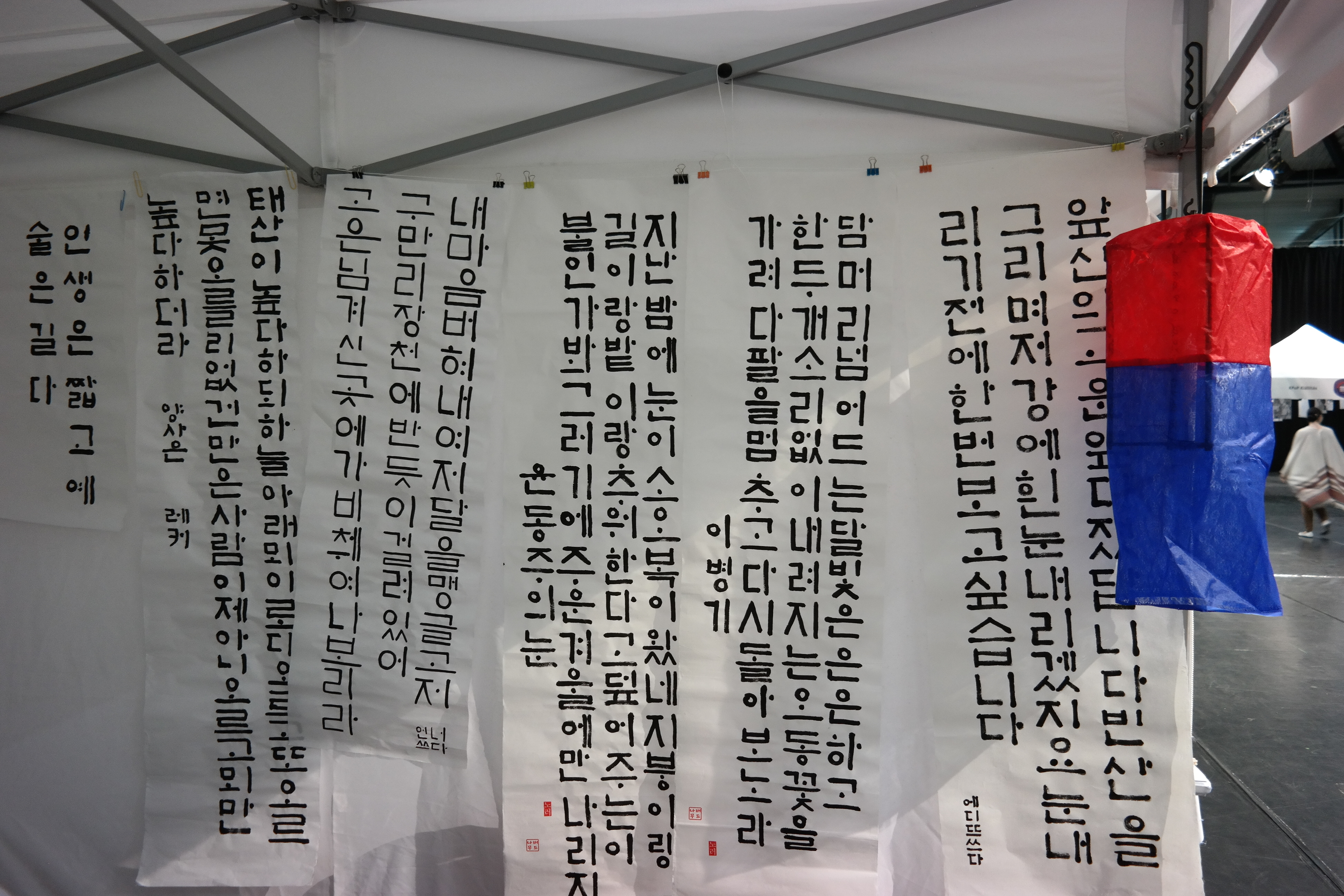
Calligrafia coreana scritta in hangul.